# Thunder on the Mountain
Pistes de Modern Times
Spirit on the Water
Thunder on the Mountain est une chanson de Bob Dylan figurant dans l'album Modern Times (2006).
Cette chanson possède la caractéristique de contenir une référence à la chanteuse Alicia Keys qui lui vaut la deuxième place dans les dix références les plus étranges, classement réalisé par le magazine Rolling Stone.